# Extreme Sportscars

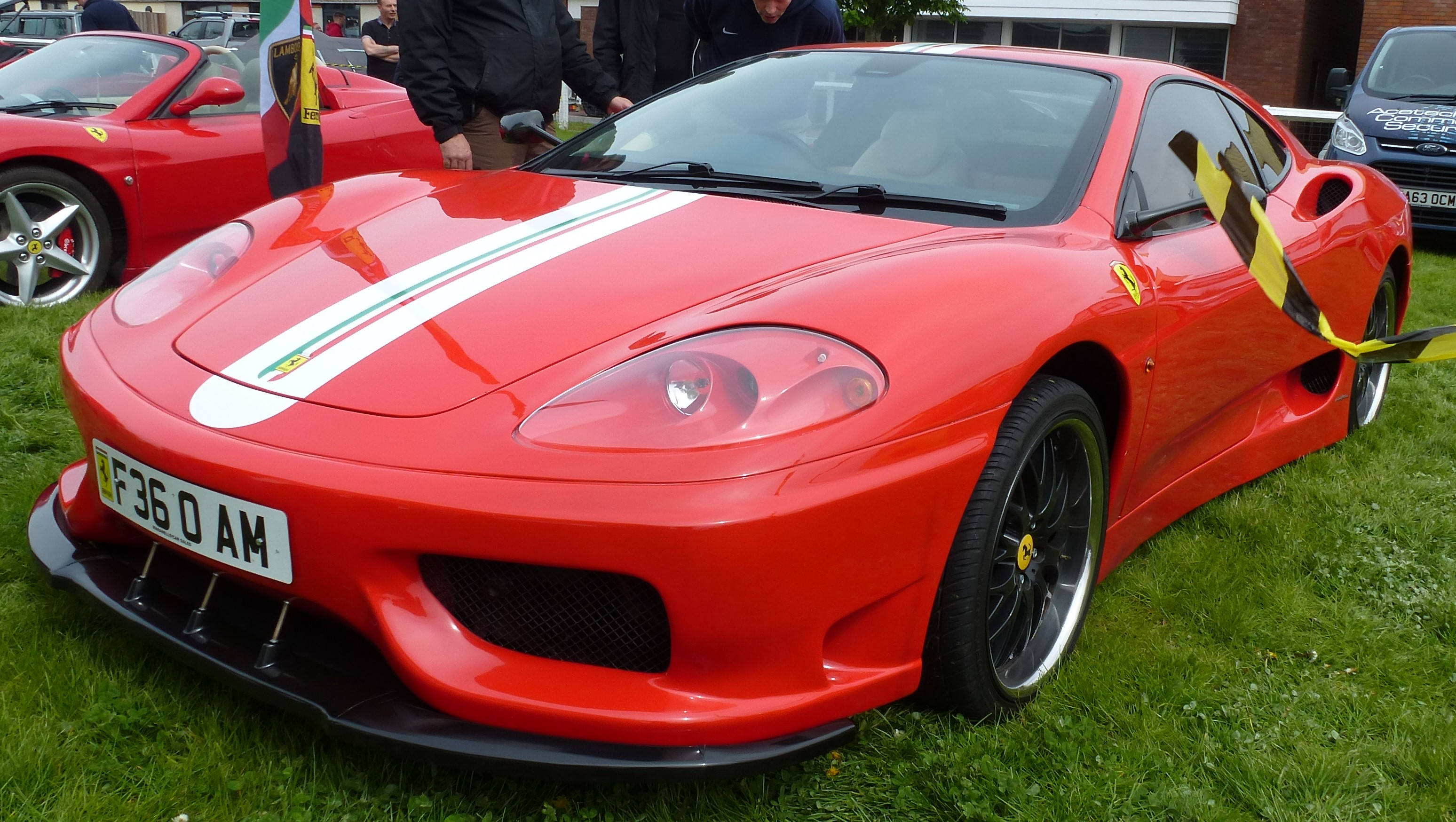
Extreme 360

Extreme Sportscars ist ein britischer Hersteller von Automobilen.

## Unternehmensgeschichte
Ashley Martin gründete 2002 das Unternehmen in Ottringham in der Grafschaft East Riding of Yorkshire. Er begann mit der Produktion von Automobilen und Kits. Der Markenname lautet Extreme. Insgesamt entstanden bisher etwa 1200 Exemplare.

## Fahrzeuge
Das Unternehmen stellt Nachbildungen von Sportwagen her.
Als erstes Modell erschien 2002 der 355. Das Fahrzeug ähnelt dem Ferrari F 355. Es basiert auf dem Toyota MR 2. Die Karosserie besteht aus glasfaserverstärktem Kunststoff. Bisher entstanden etwa 300 Exemplare.
Der 360 erschien 2004. Er ähnelt dem Ferrari 360 und basiert auf dem Peugeot 406 Coupé. Das Coupé mit Frontmotor und Platz für vier Personen fand bisher etwa 250 Käufer.
Der 430 ist auf die gleiche Weise konzipiert. Er ähnelt dem Ferrari F 430. Seit 2007 fanden sich bisher etwa 300 Käufer.
Der Murci ähnelt äußerlich dem Lamborghini Murciélago. Zur Wahl stehen eine Ausführung auf Basis des Toyota MR 2 sowie eine Ausführung mit separatem Spaceframe-Fahrgestell. Von diesem Modell entstanden seit 2009 etwa 180 Exemplare.
Der DTM ist ein umgebauter Mercedes-Benz CLK, der einem DTM-Rennwagen ähnelt. Er fand seit 2009 etwa 15 Käufer.
Der 997 stand nur 2010 im Angebot. Dies war der Umbau eines Porsche 911 der Baureihe 996 in einen der  Baureihe 997. Der Absatz blieb mit zehn Exemplaren gering.